# Галаксаура
Галаксаура је у грчкој митологији била нимфа.

## Митологија
Хесиод у теогонији је наводи као једну од Океанида, која је у Хомеровој химни Деметри описана као лепотица. Она је поменута као пратиља Персефоне, која је са другим нимфама правила друштво богињи, пре него што ју је Хад уграбио. Њено име у буквалном преводу означава „млечни поветарац“ (galaktos, aurê), па је представљала божанство поветарца (односно ветра) са измаглицом, вероватно поистовећена са Нефелом или Ауром.

## Биологија
Латинско име ове личности (Galaxaura) је назив рода биљака.